# Przemysław Szubartowicz
Przemysław Michał Szubartowicz (ur. 30 stycznia 1976) – polski dziennikarz radiowy i telewizyjny, publicysta, felietonista, poeta i krytyk literacki, członek Towarzystwa Dziennikarskiego.

## Życiorys
We wczesnej młodości zajmował się pisaniem wierszy. Był redaktorem pisma „Krzywe Koło Literatury”, publikował na łamach pisma „Wiadomości Kulturalne”, gdzie patronował mu Leszek Żuliński. W 1993 wydał arkusz Poeta ma tylko chwilę, w 1994 tomy Do samotności jest przedmowa i Niedokarmianie ptaków, w 1996 tom Wnętrze kamienia, w 2001 tom Wieża z kurzu. Przez autorów Parnasu bis. Słownika literatury polskiej urodzonej po 1960 nazwany „dobrym i oryginalnym poetą”, wylansowanym jednak jako „poeta lewicowy” i stąd ignorowanym przez „nielewicowe media kulturalne”. Jednak Marcin Pieszczyk pisał o poezji Szubartowicza na łamach „Frondy” (1995 nr 4/5), że jest to „swoisty głos pokolenia – przeciwstawienie się ascetycznej do bólu liryce starszego pokolenia, na przykład Różewicza i Szymborskiej”. Publikował też m.in. w „Przeglądzie Filozoficznym”, „Lampie i Iskrze Bożej”, „Pracowni” i „Dykcji”. Od 1997 pracował w „Trybunie”. Współpracował też z tygodnikiem „Przegląd”.
W latach 2008–2016 związany był z Telewizją Polską, prowadził m.in. Pryzmat w TVP1, Gorący temat w TVP2 oraz Konfrontacje w TVP Info. W latach 2009–2016 pracował również w Programie Pierwszym Polskiego Radia, gdzie był prowadzącym takich audycji, jak Sygnały Dnia, Debata Jedynki, Rozmowa dnia, Z kraju i ze świata czy Polska i świat.
Publicznie wsparł akcję grania hymnu polskiego i hymnu Unii Europejskiej w radiowej Jedynce, zainicjowaną przez dyrektora anteny Kamila Dąbrowę w celu zwrócenia uwagi na polityczny charakter planowanych zmian w mediach publicznych po przejęciu władzy przez PiS w 2015. Po nagłym zdjęciu go z anteny w styczniu 2016 przez nowego dyrektora Jedynki Rafała Porzezińskiego, wypowiedział pracę w Polskim Radiu w marcu 2016, a w październiku tego roku założył serwis publicystyczny wiadomo.co, którego redakcja oparta została głównie na byłych pracownikach Polskiego Radia. Pod jego kierunkiem działał do maja 2022.
W 2021 został stałym felietonistą Interii. Od stycznia 2024 prowadzi program „Debata polityczna” na kanale Polsat News Polityka. W marcu 2024 rozpoczął współpracę z Polskim Radiem 24. Od listopada 2024 prowadzi w Polsat News autorski program „Punkt widzenia Szubartowicza”, który nadawany jest codziennie od poniedziałku do piątku o godz. 18.00.
Jest członkiem stowarzyszenia Sinthome. Grupa Psychoanalizy Lacanowskiej.